# 回到那一天巡迴演唱會
回到那一天巡迴演唱會（英語：MAYDAY #5525 LIVE TOUR）是臺灣樂團五月天為紀念出道25週年所舉辦的大型巡迴演唱會，2023年12月31日起在台中舉行首場。

## 背景

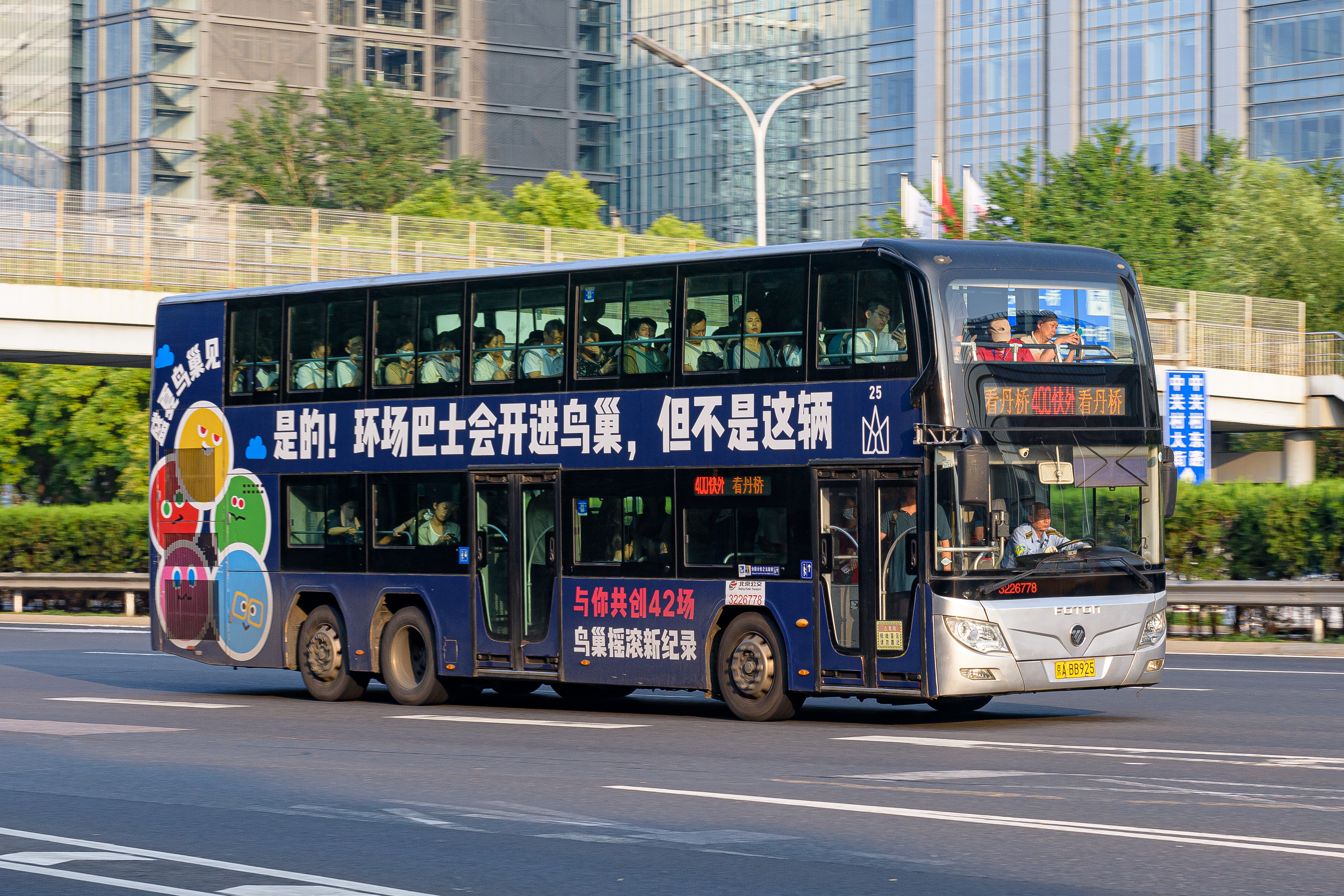
2025年7月北京鳥巢巡演前於北京公交400路快車外環雙層巴士張貼的造勢廣告

2023年11月8日，相信音樂宣布五月天於2023年底至2024年年初舉行「回到那一天」Mayday #5525 LIVE TOUR 巡迴演唱會，於2023年12月31日、2024年1月1、2、5、6、7日於台中洲際棒球場舉行六場，並在2024年1月7日的台中場結束後宣布於同年3月23、24、29、30、31日於高雄世運主場館舉行五場「無限放大版」演唱會。
2024年3月17日，相信音樂宣布於4月30日、5月1、3、4、5、7、8日於香港中環海濱活動空間舉行七場。4月24日，相信音樂宣布於5月18、19、21、22、24、25、26、30、31日及6月1日於北京國家體育場(鳥巢)舉行十場。
2024年6月2日，相信音樂宣布於2025年1月11、12日於新加坡國家體育場舉行兩場「環場. 狂歡版」演唱會。6月5日，相信音樂宣布於2024年7月1、2、3、5、6、7日於深圳大运中心体育场舉行六場「環場夏日版」演唱會。6月27日，相信音樂宣布於2024年8月2、3、4日於山西體育中心紅燈籠體育場舉行三場「燦爛夏夜版」演唱會，並於7月10日宣布太原站加開7/31場次。
2024年8月7日，相信音樂宣布於2024年9月6、7、8、10、11日於武漢體育中心主體育場舉行五場「仲夏狂熱版」演唱會。2024年8月25日，主唱阿信在超犀利趴13上宣布年底將在桃園舉辦跨年演唱會。9月9日，相信音樂宣布於2024年9月27、28、30、10月4日於成都東安湖體育公園主體育場舉辦4場「麻辣環場版」演唱會。10月13日，相信音樂宣布於2024年11月12、13、15、16、17、19、20、22、23、24日於上海上海體育場舉辦10場「絢爛天幕版」演唱會，並於10月31日宣布上海站加開11/10場次。10月21日，相信音樂宣布將於2024年12月28、29、31日、2025年1月1、4、5日於桃園樂天桃園棒球場舉辦6場「新年特別版」演唱會。
2024年11月24日在上海的「絢爛天幕版」演唱會結束後，於散場畫面裡公布將在2025年2月22日於澳洲悉尼舉辦1場「環球狂歡版」演唱會，以及在2025年3月29日於美國拉斯維加斯舉辦1場「成團快樂版」演唱會。12月11日，相信音樂公告澳洲場的地點為 Accor Stadium。2025年1月16日，相信音樂公告美國場的地點為忠實體育場。
2025年2月24日，相信音樂宣布將在2025年4月18、19、20日於天津奧林匹克中心體育場舉辦3場「津津環場版」演唱會。3月9日，相信音樂宣布將在2025年5月9、10、11日於香港啟德主場館舉辦3場「展新啟航版」演唱會，並於4月7日宣布香港站加開5/13場次。
2025年3月30日，在拉斯維加斯的演唱會結束後，相信音樂正式宣布將於2025年6月27、28、29日、7月4、5、6、11、12日在台北大巨蛋舉辦8場「大巨蛋首唱版」演唱會，另外也正式預告將會於杭州、貴陽舉辦演唱會，同時也預告將再次回到北京舉行演唱會。
2025年4月18日，相信音樂在微博上宣布將在2025年5月23、24、25、27、28日於杭州奧體中心體育場舉辦5場「大蓮花環場版」演唱會。5月7日，相信音樂宣布將在2025年6月13、14、15日於哈爾濱哈爾濱國際會展體育中心體育場舉辦3場「冰城環場版」演唱會。
2025年5月13日，相信音樂宣布於7月25、26、27、29、30、8月1、2、3、5、6、8、9日於北京國家體育場(鳥巢)舉行12場「鳥巢環場版」演唱會，並於6月30日宣布北京站新演出日期調整為7月25、26、27、8月1、2、3、8、9、10、15、16、17日。7月30日，相信音樂宣布將在2025年9月12、13、14日於貴陽貴陽市奧林匹克體育中心舉辦3場「築城環場版」演唱會。8月17日，相信音樂宣布將在2025年9月2、3、4日於上海市上海體育場舉行「夏末珍重紀念版」演唱會。

## 製作
演出成員：
- 五月天（阿信、怪獸、石頭、冠佑、瑪莎）[a]

藝人經紀：
- 相信音樂

製作單位：
- 必應創造

全程主辦：
- 中國大陸：華人文化演藝

協辦支持：
- 武漢：麥粒文化

主辦單位：
- 台中：相信音樂
- 高雄：相信音樂
- 香港：特高娛樂、大岳娛樂、Live Nation Taiwan
- 北京：華樂非凡
- 深圳：稻草華文
- 太原：致其知
- 武汉：华耀文化
- 成都：凡人歌文化
- 上海：蘊華文化
- 桃園：相信音樂
- 新加坡：Live Nation Singapore

票務代理：
- 台灣：拓元售票（Tixcraft）
- 香港：Cityline
- 中國大陸：大麦、紛玩島
- 中國大陸（除北京站）：愛稻草微店
- 新加坡：Live Nation Singapore

## 奖项
| 年份 | 颁奖单位／典礼 | 獎項                                              | 結果 | 參考資料 |
| ---- | -------------- | ------------------------------------------------- | ---- | -------- |
| 2024 | 繆斯創意獎     | Event - Concert - Platinum Winner                 | 獲獎 | [ 14 ]   |
| 2024 | 紅點設計大獎   | Spatial Communication - Live Performance - Winner | 獲獎 | [ 15 ]   |

## 曲序
以下列表僅以2023年12月31日台中場表演的曲目為代表，具體曲目在其他各場次可能出現變化。
1. OAOA
2. 孫悟空
3. 入陣曲
4. 傷心的人別聽慢歌
5. 乾杯
6. 透露
7. 瘋狂世界
8. 有些事如果現在不做一輩子都不會做了+約翰藍儂
9. 戀愛ing
10. 志明與春嬌
11. 終結孤單+憨人
12. 人生海海+相信
13. 九號球+恆星的恆心+時光機
14. 讓我照顧你
15. 天使+一千個世紀
16. 我心中尚未崩壞的地方
17. 我不願讓你一個人諾亞方舟
18. 成名在望
19. DNA
20. 派對動物
21. 離開地球表面

點歌part
1. 反而
2. 嘿 我要走了
3. 超人
4. 純真
5. 終於結束的起點

(點歌part結束)
1. 倉頡
2. 突然好想你
3. 為你寫下這首情歌
4. 轉眼
5. 任意門

安可曲I
1. 後來的我們
2. 知足

安可曲II
1. 倔強
2. 頑固
3. 笑忘歌

以下列表僅以2025年6月28日台北場表演的曲目為代表，具體曲目在其他各場次可能出現變化。
1. OAOA
2. 孫悟空
3. 盛夏光年
4. 乾杯
5. 終結孤單
6. 有些事如果現在不做一輩子都不會做了+約翰藍儂
7. 成名在望+如果我們不曾相遇
8. 第二人生+星空
9. 我心中尚未崩壞的地方
10. 最重要的小事
11. 超人
12. 九號球+恆星的恆心+時光機
13. 相信+人生海海
14. 愛情萬歲
15. 瘋狂世界
16. 軋車
17. 派對動物
18. 離開地球表面
19. 戀愛ing

點歌part
1. 你的神曲
2. 因為你所以我
3. 一半人生
4. 終於結束的起點
5. 垃圾車
6. 頑固

(點歌part結束)
1. 任性
2. 突然好想你
3. 轉眼
4. 任意門

安可曲I
1. 你不是真正的快樂
2. 我不願讓你一個人
3. 笑忘歌
4. 倔強

安可曲II
1. 傷心的人別聽慢歌
2. 第一天

安可曲III
1. 羅密歐與茱麗葉
2. 讓我照顧你
3. 倉頡

安可曲IV
1. I Love You 無望
2. 為你寫下這首情歌+牙關

## 場次列表
| 場次列表 | 場次列表       | 場次列表   | 場次列表 | 場次列表                     | 場次列表             | 場次列表      | 場次列表                                               |
| 場次     | 日期           | 城市       | 地區     | 場地                         | 暖場嘉賓             | 表演嘉賓      | 附註                                                   |
| -------- | -------------- | ---------- | -------- | ---------------------------- | -------------------- | ------------- | ------------------------------------------------------ |
| 1        | 2023年12月31日 | 台中       | 臺灣     | 台中洲際棒球場               | —                    | —             | 跨年場                                                 |
| 2        | 2024年1月1日   | 台中       | 臺灣     | 台中洲際棒球場               | BOOM!怪物星人        | —             | —                                                      |
| 3        | 2024年1月2日   | 台中       | 臺灣     | 台中洲際棒球場               | 麋先生               | —             | —                                                      |
| 4        | 2024年1月5日   | 台中       | 臺灣     | 台中洲際棒球場               | 宇宙人               | —             | —                                                      |
| 5        | 2024年1月6日   | 台中       | 臺灣     | 台中洲際棒球場               | BOOM!怪物星人        | 小玫瑰        | —                                                      |
| 6        | 2024年1月7日   | 台中       | 臺灣     | 台中洲際棒球場               | GX（鼓鼓＋蕭秉治）   | 丁噹          | —                                                      |
| 7        | 2024年3月23日  | 高雄       | 臺灣     | 高雄世運主場館               | 宇宙人               | 小薔薇        | —                                                      |
| 8        | 2024年3月24日  | 高雄       | 臺灣     | 高雄世運主場館               | BOOM!怪物星人        | —             | —                                                      |
| 9        | 2024年3月29日  | 高雄       | 臺灣     | 高雄世運主場館               | GX（鼓鼓＋蕭秉治）   | —             | 生日場                                                 |
| 10       | 2024年3月30日  | 高雄       | 臺灣     | 高雄世運主場館               | BOOM!怪物星人        | —             | —                                                      |
| 11       | 2024年3月31日  | 高雄       | 臺灣     | 高雄世運主場館               | 麋先生               | —             | —                                                      |
| 12       | 2024年4月30日  | 香港       | 香港     | 中環海濱活動空間             | —                    | —             | —                                                      |
| 13       | 2024年5月3日   | 香港       | 香港     | 中環海濱活動空間             | —                    | Energy        | —                                                      |
| 14       | 2024年5月4日   | 香港       | 香港     | 中環海濱活動空間             | BOOM!怪物星人        | —             | —                                                      |
| 15       | 2024年5月5日   | 香港       | 香港     | 中環海濱活動空間             | BOOM!怪物星人        | —             | —                                                      |
| 16       | 2024年5月7日   | 香港       | 香港     | 中環海濱活動空間             | —                    | —             | —                                                      |
| 17       | 2024年5月8日   | 香港       | 香港     | 中環海濱活動空間             | GX（鼓鼓＋蕭秉治）   | —             | —                                                      |
| 18       | 2024年5月9日   | 香港       | 香港     | 中環海濱活動空間             | —                    | —             | 原定舉行日期為2024年5月1日，後因暴雨極端惡劣天氣延期。 |
| 19       | 2024年5月18日  | 北京       | 中国大陆 | 北京國家體育場               | —                    | 陳綺貞        | —                                                      |
| 20       | 2024年5月19日  | 北京       | 中国大陆 | 北京國家體育場               | BOOM!怪物星人        | —             | —                                                      |
| 21       | 2024年5月21日  | 北京       | 中国大陆 | 北京國家體育場               | GX（鼓鼓＋蕭秉治）   | —             | —                                                      |
| 22       | 2024年5月22日  | 北京       | 中国大陆 | 北京國家體育場               | 麋先生               | —             | —                                                      |
| 23       | 2024年5月24日  | 北京       | 中国大陆 | 北京國家體育場               | 家家                 | —             | —                                                      |
| 24       | 2024年5月25日  | 北京       | 中国大陆 | 北京國家體育場               | 家家                 | —             | —                                                      |
| 25       | 2024年5月26日  | 北京       | 中国大陆 | 北京國家體育場               | 宇宙人               | —             | —                                                      |
| 26       | 2024年5月30日  | 北京       | 中国大陆 | 北京國家體育場               | 黃霆睿＋魏嘉瑩＋琳誼 | —             | —                                                      |
| 27       | 2024年5月31日  | 北京       | 中国大陆 | 北京國家體育場               | BOOM!怪物星人        | Energy        | —                                                      |
| 28       | 2024年6月1日   | 北京       | 中国大陆 | 北京國家體育場               | 白安                 | —             | —                                                      |
| 29       | 2024年7月1日   | 深圳       | 中国大陆 | 深圳大运中心体育场           | 麋先生               | Energy        | —                                                      |
| 30       | 2024年7月2日   | 深圳       | 中国大陆 | 深圳大运中心体育场           | GX（鼓鼓＋蕭秉治）   | —             | —                                                      |
| 31       | 2024年7月3日   | 深圳       | 中国大陆 | 深圳大运中心体育场           | 黃霆睿               | —             | —                                                      |
| 32       | 2024年7月5日   | 深圳       | 中国大陆 | 深圳大运中心体育场           | BOOM!怪物星人        | —             | —                                                      |
| 33       | 2024年7月6日   | 深圳       | 中国大陆 | 深圳大运中心体育场           | 家家                 | —             | —                                                      |
| 34       | 2024年7月7日   | 深圳       | 中国大陆 | 深圳大运中心体育场           | 宇宙人               | —             | —                                                      |
| 35       | 2024年7月31日  | 太原       | 中国大陆 | 山西體育中心體育場           | BOOM!怪物星人        | 任賢齊        | 加場                                                   |
| 36       | 2024年8月2日   | 太原       | 中国大陆 | 山西體育中心體育場           | 黃霆睿 & 琳誼        | 光良          | —                                                      |
| 37       | 2024年8月3日   | 太原       | 中国大陆 | 山西體育中心體育場           | —                    | 丁噹          | —                                                      |
| 38       | 2024年8月4日   | 太原       | 中国大陆 | 山西體育中心體育場           | —                    | 告五人        | —                                                      |
| 39       | 2024年9月6日   | 武汉       | 中国大陆 | 武汉体育中心主体育场         | 鼓鼓 呂思瑋          | 陳嘉樺        | —                                                      |
| 40       | 2024年9月7日   | 武汉       | 中国大陆 | 武汉体育中心主体育场         | —                    | —             | —                                                      |
| 41       | 2024年9月8日   | 武汉       | 中国大陆 | 武汉体育中心主体育场         | 黃霆睿               | 蕭敬騰        | —                                                      |
| 42       | 2024年9月10日  | 武汉       | 中国大陆 | 武汉体育中心主体育场         | BOOM!怪物星人        | 劉若英        | —                                                      |
| 43       | 2024年9月11日  | 武汉       | 中国大陆 | 武汉体育中心主体育场         | BOOM!怪物星人        | 劉雨昕        | —                                                      |
| 44       | 2024年9月27日  | 成都       | 中国大陆 | 東安湖體育公園主體育場       | 黃霆睿               | —             | —                                                      |
| 45       | 2024年9月28日  | 成都       | 中国大陆 | 東安湖體育公園主體育場       | 小V 郁采真＆ 魏嘉瑩  | —             | —                                                      |
| 46       | 2024年9月30日  | 成都       | 中国大陆 | 東安湖體育公園主體育場       | GX（鼓鼓＋蕭秉治）   | —             | —                                                      |
| 47       | 2024年10月4日  | 成都       | 中国大陆 | 東安湖體育公園主體育場       | BOOM!怪物星人        | —             | —                                                      |
| 48       | 2024年11月10日 | 上海       | 中国大陆 | 上海體育場                   | 小V 郁采真＆ 魏嘉瑩  | —             | 加場                                                   |
| 49       | 2024年11月12日 | 上海       | 中国大陆 | 上海體育場                   | 鼓鼓 呂思緯          | 林俊傑        | —                                                      |
| 50       | 2024年11月13日 | 上海       | 中国大陆 | 上海體育場                   | 蕭秉治               | —             | —                                                      |
| 51       | 2024年11月15日 | 上海       | 中国大陆 | 上海體育場                   | 黃霆睿 & 琳誼        | Energy        | —                                                      |
| 52       | 2024年11月16日 | 上海       | 中国大陆 | 上海體育場                   | 小V 郁采真＆ 魏嘉瑩  | —             | —                                                      |
| 53       | 2024年11月17日 | 上海       | 中国大陆 | 上海體育場                   | BOOM!怪物星人        | —             | —                                                      |
| 54       | 2024年11月19日 | 上海       | 中国大陆 | 上海體育場                   | 麋先生               | —             | —                                                      |
| 55       | 2024年11月20日 | 上海       | 中国大陆 | 上海體育場                   | 麋先生               | —             | —                                                      |
| 56       | 2024年11月22日 | 上海       | 中国大陆 | 上海體育場                   | BOOM!怪物星人        | —             | —                                                      |
| 57       | 2024年11月23日 | 上海       | 中国大陆 | 上海體育場                   | 黃霆睿               | —             | —                                                      |
| 58       | 2024年11月24日 | 上海       | 中国大陆 | 上海體育場                   | 小玫瑰               | —             | —                                                      |
| 59       | 2024年12月28日 | 桃園       | 臺灣     | 樂天桃園棒球場               | 法蘭Fran             | —             | —                                                      |
| 60       | 2024年12月29日 | 桃園       | 臺灣     | 樂天桃園棒球場               | 家家                 | —             | —                                                      |
| 61       | 2024年12月31日 | 桃園       | 臺灣     | 樂天桃園棒球場               | —                    | —             | 跨年場                                                 |
| 62       | 2025年1月1日   | 桃園       | 臺灣     | 樂天桃園棒球場               | BOOM!怪物星人        | —             | —                                                      |
| 63       | 2025年1月4日   | 桃園       | 臺灣     | 樂天桃園棒球場               | 林以樂               | —             | —                                                      |
| 64       | 2025年1月5日   | 桃園       | 臺灣     | 樂天桃園棒球場               | 蕭秉治               | —             | —                                                      |
| 65       | 2025年1月11日  | 新加坡     | 新加坡   | 新加坡國家體育場             | BOOM!怪物星人        | Energy        | —                                                      |
| 66       | 2025年1月12日  | 新加坡     | 新加坡   | 新加坡國家體育場             | 蕭秉治+麋先生        | 孫燕姿+小玫瑰 | —                                                      |
| 67       | 2025年2月22日  | 悉尼       |          | Accor Stadium                | —                    | 周杰倫        | —                                                      |
| 68       | 2025年3月29日  | 拉斯維加斯 | 美国     | 忠實體育場                   | 蕭秉治+告五人        | —             | 生日場                                                 |
| 69       | 2025年4月18日  | 天津       | 中国大陆 | 天津奧林匹克中心體育場       | —                    | —             | —                                                      |
| 70       | 2025年4月19日  | 天津       | 中国大陆 | 天津奧林匹克中心體育場       | BOOM!怪物星人        | —             | —                                                      |
| 71       | 2025年4月20日  | 天津       | 中国大陆 | 天津奧林匹克中心體育場       | 蕭秉治               | 白敬亭        | —                                                      |
| 72       | 2025年5月9日   | 香港       | 香港     | 啟德體育園                   | —                    | 任賢齊        | —                                                      |
| 73       | 2025年5月10日  | 香港       | 香港     | 啟德體育園                   | 蕭秉治               | —             | —                                                      |
| 74       | 2025年5月11日  | 香港       | 香港     | 啟德體育園                   | BOOM!怪物星人        | —             | —                                                      |
| 75       | 2025年5月13日  | 香港       | 香港     | 啟德體育園                   | 魏嘉瑩+琳誼          | —             | 加場                                                   |
| 76       | 2025年5月23日  | 杭州       | 中国大陆 | 杭州奧體中心體育場           | 家家                 | 趙傳          | —                                                      |
| 77       | 2025年5月24日  | 杭州       | 中国大陆 | 杭州奧體中心體育場           | BOOM!怪物星人        | —             | —                                                      |
| 78       | 2025年5月25日  | 杭州       | 中国大陆 | 杭州奧體中心體育場           | 蕭秉治               | —             | —                                                      |
| 79       | 2025年5月27日  | 杭州       | 中国大陆 | 杭州奧體中心體育場           | 魏嘉瑩+琳誼          | —             | —                                                      |
| 80       | 2025年5月28日  | 杭州       | 中国大陆 | 杭州奧體中心體育場           | 麋先生               | —             | —                                                      |
| 81       | 2025年6月13日  | 哈爾濱     | 中国大陆 | 哈爾濱國際會展體育中心體育場 | —                    | —             | —                                                      |
| 82       | 2025年6月14日  | 哈爾濱     | 中国大陆 | 哈爾濱國際會展體育中心體育場 | 家家                 | —             | —                                                      |
| 83       | 2025年6月15日  | 哈爾濱     | 中国大陆 | 哈爾濱國際會展體育中心體育場 | —                    | —             | —                                                      |
| 84       | 2025年6月27日  | 臺北       | 臺灣     | 臺北大巨蛋                   | —                    | —             | —                                                      |
| 85       | 2025年6月28日  | 臺北       | 臺灣     | 臺北大巨蛋                   | BOOM!怪物星人        | —             | 5525+1場                                               |
| 86       | 2025年6月29日  | 臺北       | 臺灣     | 臺北大巨蛋                   | 宇宙人               | Energy        | —                                                      |
| 87       | 2025年7月4日   | 臺北       | 臺灣     | 臺北大巨蛋                   | 蕭秉治               | 告五人+蕭煌奇 | 5525+1場                                               |
| 88       | 2025年7月5日   | 臺北       | 臺灣     | 臺北大巨蛋                   | 家家                 | —             | —                                                      |
| 89       | 2025年7月6日   | 臺北       | 臺灣     | 臺北大巨蛋                   | 黃霆睿＋魏嘉瑩＋琳誼 | 韋禮安        | 5525+1場                                               |
| 90       | 2025年7月11日  | 臺北       | 臺灣     | 臺北大巨蛋                   | 麋先生               | 周思齊        | —                                                      |
| 91       | 2025年7月12日  | 臺北       | 臺灣     | 臺北大巨蛋                   | 劉芯妤 (小玫瑰)      | F4            | 5525+1場                                               |
| 92       | 2025年7月25日  | 北京       | 中国大陆 | 北京國家體育場               | —                    | —             | —                                                      |
| 93       | 2025年7月26日  | 北京       | 中国大陆 | 北京國家體育場               | —                    | —             | 5525+1場                                               |
| 94       | 2025年7月27日  | 北京       | 中国大陆 | 北京國家體育場               | —                    | F4            | —                                                      |
| 95       | 2025年8月1日   | 北京       | 中国大陆 | 北京國家體育場               | 黃霆睿               | —             | 5525+1場                                               |
| 96       | 2025年8月2日   | 北京       | 中国大陆 | 北京國家體育場               | 魏嘉瑩               | 汪蘇瀧        | —                                                      |
| 97       | 2025年8月3日   | 北京       | 中国大陆 | 北京國家體育場               | 琳誼                 | —             | 5525+1場                                               |
| 98       | 2025年8月6日   | 北京       | 中国大陆 | 北京國家體育場               | 劉芯妤 (小玫瑰)      | —             | —                                                      |
| 99       | 2025年8月8日   | 北京       | 中国大陆 | 北京國家體育場               | 白安                 | —             | —                                                      |
| 100      | 2025年8月9日   | 北京       | 中国大陆 | 北京國家體育場               | 蕭秉治               | —             | 5525+1場                                               |
| 101      | 2025年8月10日  | 北京       | 中国大陆 | 北京國家體育場               | 宇宙人               | —             | —                                                      |
| 102      | 2025年8月15日  | 北京       | 中国大陆 | 北京國家體育場               | 鼓鼓                 | —             | 5525+1場                                               |
| 103      | 2025年8月16日  | 北京       | 中国大陆 | 北京國家體育場               | 麋先生               | —             | —                                                      |
| 104      | 2025年8月17日  | 北京       | 中国大陆 | 北京國家體育場               | 家家                 | —             | 5525+1場                                               |
| 105      | 2025年9月2日   | 上海       | 中国大陆 | 上海體育場                   |                      |               | —                                                      |
| 106      | 2025年9月3日   | 上海       | 中国大陆 | 上海體育場                   |                      |               | —                                                      |
| 107      | 2025年9月4日   | 上海       | 中国大陆 | 上海體育場                   |                      |               | —                                                      |
| 108      | 2025年9月12日  | 貴陽       | 中国大陆 | 貴陽市奧林匹克體育中心       |                      |               | 5525+1場                                               |
| 109      | 2025年9月13日  | 貴陽       | 中国大陆 | 貴陽市奧林匹克體育中心       |                      |               | —                                                      |
| 110      | 2025年9月14日  | 貴陽       | 中国大陆 | 貴陽市奧林匹克體育中心       |                      |               | 5525+1場                                               |
| 111      | 2025年9月19日  | 長沙       | 中国大陆 | 賀龍體育場                   |                      |               | 5525+1場                                               |
| 112      | 2025年9月20日  | 長沙       | 中国大陆 | 賀龍體育場                   |                      |               | —                                                      |
| 113      | 2025年9月21日  | 長沙       | 中国大陆 | 賀龍體育場                   |                      |               | 5525+1場                                               |

## 軼事
2023年11月，五月天於好好好想見到你演唱会上海场次被音乐视频博主质疑假唱，上海市文旅局随即开展调查，之后于2024年4月25日表示假唱鉴定仍在处理。对于即将于2024年5月举办的“回到那一天”北京场，北京市相关执法部门表示将派员到现场监管。北京市文旅局表示由于当时调查未出结论，仍正常审批。2024年5月11日，上海市文旅局回应称“好好好想見到你”上海场次未发现涉及违法行为。

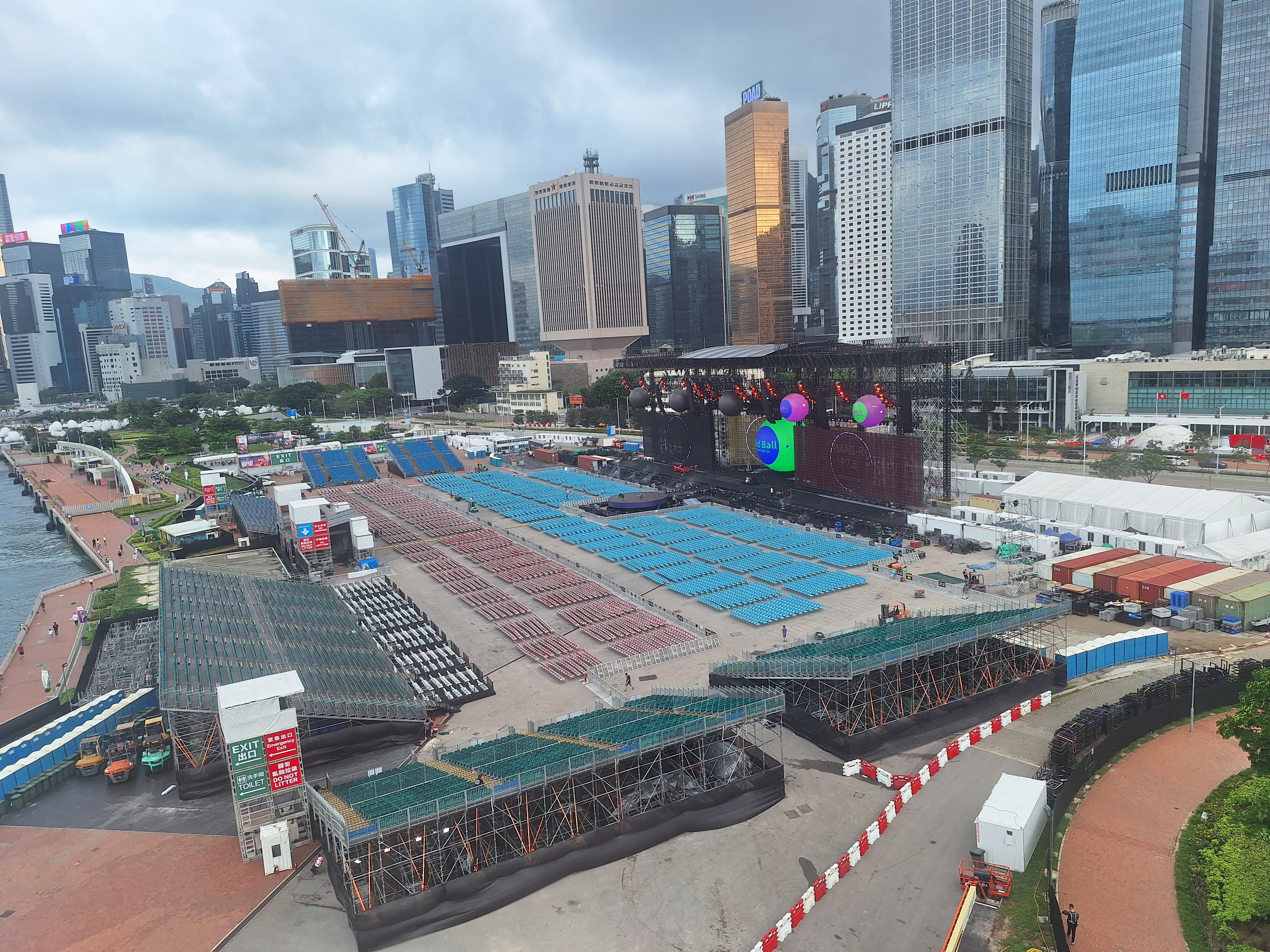
從中環摩天輪俯視下來的香港站演唱會場地

2024年4月30日，香港站第一場演唱會安可環節因為受到黃色暴雨影響而被逼於當晚九時五十五分宣布腰斬，當時距離演唱會正式結束尚餘少十分鐘時間。其後，主辦方在社交平台於社交平台宣布在晚上十時三十分進行網上直播，延續未完成的安可環節。
2024年5月1日，香港站原定當晚舉辦第二場演唱會，其後由於受到極端惡劣天氣影響，導致部分舞台設施故障，為確保觀眾、工作人員以及藝人安全，主辦單位當日下午五時於社交平台提前兩小時宣布當晚演唱會延期至5月9日舉行，購買5月1日場次之觀眾可於5月9日持原票券入場。同日下午，舞台上的LED球體屏幕突然起火，工作人員隨即進签撲救，消防員其後趕至協助，事件中無人受傷。
2024年11月，上海站所在场馆上海体育馆周边居民向媒体反映，每逢演唱会期间附近的住宅楼均会出现摇晃，犹如轻度地震，主要出现在《伤心的人别听慢歌》《派对动物》《离开地球表面》三首歌曲表演期间。地震专家表示这三首歌曲的BPM均在每分钟140拍左右，恰好是容易与生活建筑共振的频率。11月19日场次中，主唱阿信呼吁歌迷以挥手代替跳跃。

## 附註
1. ↑  五月天 石頭因個人身體原因無法參與太原站演出，太原4場次由五月天技師團御用吉他技師小花 黃壯為代為參演。